# Фэрис, Шон
Шон Генри Фэрис (англ. Sean Henry Faris, род. 25 марта 1982) — американский актёр и модель. Наиболее известен ролями Джейка Тайлера в фильме «Никогда не сдавайся» и Рика Пэннинга в фильме «Неугасающий».

## Жизнь и карьера
Родившись в Хьюстоне, штат Техас, он в двенадцатилетнем возрасте переехал в Огайо, где посещал Барбизонскую модельную школу в Кливленде, Огайо. В 1999, Шон получил титул «Юный мистер мужская модель года» по версии международной ассоциации моделей. После окончания обучения в школе Padua Franciscan High School с отличием в 2000 году он переезжает в Лос-Анджелес, чтобы развивать свою дальнейшую карьеру.
Фэрис принимал участие во многих проектах, включая два телесериала «Переходный возраст» и «Встреча выпускников», которые длились всего один сезон каждый. Примечательно, что роль в сериале «Переходный возраст» он получил благодаря его поразительному сходству с молодым Томом Крузом. Также он сыграл в фильме «Твои, мои и наши» Уильяма Бирдсли.
Шон также снялся в фильме «Ночная тусовка» с актрисой Алекса Вега (известной по трилогии «Дети шпионов»), за что получил номинацию на Седьмом Ежегодном Конкурсе Молодых Актёров в 2004. В 2007 Шон получил роли сразу в трёх масштабных, для начинающего актёра, фильмах : «Неугасающий», «Никогда не сдавайся», «Бруклин в Манхэттене».
В 2008 он принял участие в короткометражной драме «Декларация судьбы».
В 2010 году Шон появился в трёх эпизодах успешного в США сериала «Дневники вампира». В 2011 году исполнил небольшую роль в сериале «Воздействие». В 2014 получил роль в сериале «Сверхъестественное: Племена» (спин-офф сериала «Сверхъестественное»).

## Личная жизнь
С 2017 года женат на актрисе Чери Дэйли.

## Фильмография
| Кино        | Кино                           | Кино                    | Кино                   |
| Год         | Фильм                          | Роль                    | Примечание             |
| ----------- | ------------------------------ | ----------------------- | ---------------------- |
| 2001        | Братство 2: Юные чернокнижники | Джон ван Оуэн           |                        |
| 2004        | Ночная тусовка                 | Стив                    |                        |
| 2005        | Твои, мои и наши               | Уильям Бирдсли          |                        |
| 2005        | Личная жизнь Этана Грина       | Орландо                 |                        |
| 2008        | Декларация Судьбы              | Джош                    | короткометражный фильм |
| 2008        | Никогда не сдавайся            | Джейк Тайлер            |                        |
| 2008        | Стеклянный глаз                | Дэнни                   |                        |
| 2009        | Призрачная машина              | Том                     |                        |
| 2009        | Неугасающий                    | Рик Пэннинг             |                        |
| 2010        | Бруклин в Манхэттене           | Логан                   |                        |
| 2010        | Король бойцов                  | Кийо Кусанаги           |                        |
| 2011        | Фрираннер                      | Райан                   |                        |
| 2011        | Потерянный Валентин            | Лукас Томас             |                        |
| 2012        | Тайник в доме                  | Дэвид Нэш               |                        |
| 2012        | Рождество с Холли              | Марк                    |                        |
| 2016        | Прелюбодеи                     | Сэмми                   |                        |
| 2017        | Земля гангстеров               | Джек                    |                        |
| Телевидение |                                |                         |                        |
| Год         | Название                       | Роль                    | Примечание             |
| 2001        | Факультет                      | Фернандо Кастильо       |                        |
| 2002        | Зажигай со Стивенсами          | Скот Брукс              | Где же Пукки Стивенс?  |
| 2002        | House Blend                    | Крис Рид                | 1 эпизод               |
| 2002        | Тайны Смолвиля                 | Байрон Мур              | Ноктюрн                |
| 2002        | Холм одного дерева             | Парень в старшей школе  | Поиск кого-нибудь еще  |
| 2004-2005   | Переходный возраст             | Дино Витман             | Главная роль           |
| 2005        | Встреча выпускников            | Крейг Брюстер           |                        |
| 2010        | Дневники вампира               | Бен МакКиттрик          | 3 эпизода              |
| 2011        | Воздействие                    | Элли                    | 4 сезон 14 эпизод      |
| 2013        | Милые обманщицы                | офицер Холбрук          |                        |
| 2014        | Сверхъестественное             | Оборотень Джулиан Дювай | 9 сезон 20 эпизод      |
| Видео-игры  |                                |                         |                        |
| Год         | Название                       | Роль                    | Примечание             |
| 2011        | Need for Speed: The Run        | Джек Рурк               |                        |

## Награды
Получил
- 2008: MTV Movie Award — Никогда не сдавайся (лучшая драка Кэм Жиганде)
- 2007: Молодой Голливуд — Тот, у кого есть, на что посмотреть
- 2005: Молодой Голливуд

Номинировался
- 2005: Молодой Голливуд — Ночная тусовка